# 夾山寺
夾山寺（きょうざんじ）は、中華人民共和国湖南省常徳市石門県にある仏教寺院。またの名は霊泉禅院という。

## 歴史
870年（唐の咸通11年）に夾山善会により創建された。当時は霊泉禅院と称した。
北宋のとき、圜悟克勤は夾山寺で仏法を伝した。
中華人民共和国に政治運動により「大雄宝殿」（現在の観音殿）以外大部分が失われた。1983年、湖南省人民政府は仏寺を湖南省省級文物保護単位に認定した。1992年、石門県人民政府は寺院を再建した。2013年、中華人民共和国国務院は仏寺を第七批全国重点文物保護単位に認定した。

## 伽藍
- 山門、九曲橋、鐘楼鼓楼、天王殿、大雄宝殿、大悲殿、法堂、斎堂、蔵経楼、霊泉塔